# Бисера, Джо
Джо Бисе́ра (исп. Joe Émerson Bizera Bastos; 17 марта 1980) — уругвайский защитник, участник чемпионата мира 2002 года.

## Биография
Джо — воспитанник футбольной академии «Пеньяроля». Регулярно начал выступать за клуб в сезоне 2000 года, где он принял участие в 23 матчах. В составе «черно-желтых» он дважды становился чемпионом Уругвая в 1999 и 2003 годах. Всего за клуб Бисера провел более 100 матчей.
В 2005 году защитник переехал в Италию, приняв предложение «Кальяри». Переезд в Серию А не стал для Джо удачным, за три года проведенных в новом клубе, он принял участие всего в 35 матчах, выступая в роли игрока замены.
25 января 2008 года Бисера отправился в аренду в израильский «Маккаби» из Тель-Авива. Летом того же года после окончания аренды, защитник подписал соглашение с греческим ПАОКом, но за полтора года он провёл чуть более 10 встреч.
В начале 2010 года Джо перебрался в Испанию, в клуб, выступавший в Сегунде, «Альбасете». 30 января Бисера дебютировал за новый клуб в поединке против «Райо Вальекано». Уже летом защитник возвратился в Израиль. 28 августа 2010 года в поединке против «Маккаби» из Хайфы, Джо дебютировал за свой новый клуб, « «Маккаби» (Петах-Тиква)».
29 января 2011 года в поединке против «Ашдода» Бисера забил первый гол за новую команду. Летом защитник возвратился на родину, принял участие в двух матчах за «Белья Висту». Зимой 2012 года Джо перешёл в парагвайский клуб «Либертад» из Асуньсьона, который он покинул уже через полгода.
13 июля 2001 года в матче Кубка Америки против сборной Боливии, Бисера дебютировал в сборной Уругвая. В 2002 году Джо попал в заявку национальной команды на чемпионат мира в Японии и Корее, но на турнире не принял участие ни в одном поединке. В 2004 году защитник в составе национальной сборной во второй раз отправился на Кубок Америки, где выиграл бронзовые медали.

## Достижения
Командные
 «Пеньяроль»
- Чемпионат Уругвая по футболу 1999
- Чемпионат Уругвая по футболу 2003

Международные
 Уругвай
- Кубок Америки по футболу — 2004